# Morthomiers
Morthomiers är en kommun i departementet Cher i regionen Centre-Val de Loire i de centrala delarna av Frankrike. Kommunen ligger  i kantonen Chârost som tillhör arrondissementet Bourges. År 2022 hade Morthomiers 815 invånare.

## Befolkningsutveckling
Antalet invånare i kommunen Morthomiers
Referens:INSEE